# غونتر فريسينبيتشلير
غونتر فريسينبيتشلير (بالألمانية: Günter Friesenbichler)‏ هو لاعب كرة قدم نمساوي في مركز الهجوم، ولد في 4 مارس 1979 في فايتس في النمسا. لعب مع أدميرا فاكر مودلينغ ونادي إيغاليو لكرة القدم ونادي رييد ونادي زانثي ونادي هارتبيرغ.

## وصلات خارجية
- غونتر فريسينبيتشلير على موقع قاعدة بيانات كرة القدم.إي يو (الإنجليزية)
- غونتر فريسينبيتشلير على موقع Soccerway.com (الإنجليزية)